# أنيتا بيورك
أنيتا بيورك (بالسويدية: Anita Björk) (و. 1923 – 2012 م) هي ممثلة تلفزيونية، وممثلة من السويد .
توفيت في ستوكهولم .

## جوائز
حصلت على جوائز منها:
- Eugene O'Neill Award.

## روابط خارجية
- أنيتا بيورك على موقع IMDb (الإنجليزية)
- أنيتا بيورك على موقع مونزينجر (الألمانية)
- أنيتا بيورك على موقع ألو سيني (الفرنسية)
- أنيتا بيورك على موقع أول موفي (الإنجليزية)
- أنيتا بيورك على موقع قاعدة بيانات الأفلام السويدية (السويدية)
- أنيتا بيورك على موقع إن إن دي بي (الإنجليزية)
- أنيتا بيورك على موقع قاعدة بيانات الفيلم (الإنجليزية)
- أنيتا بيورك على موقع ليتربوكسد (الإنجليزية)
- أنيتا بيورك على موقع كينوبويسك (الروسية)